# روغن هسته انگور

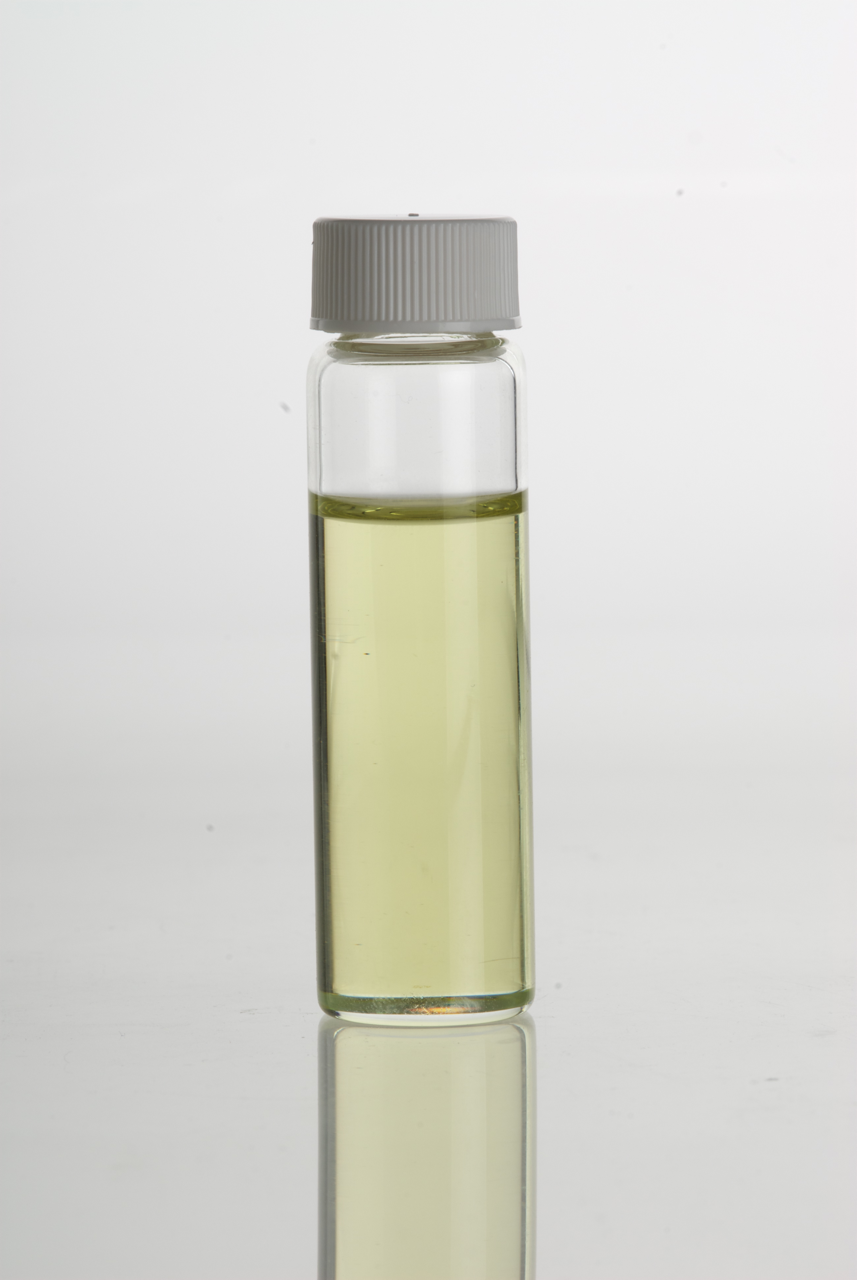
روغن هسته انگور در یک ظرف نمونه

روغن هسته انگور چنان که از نامش بر می‌آید، روغنی‌است که از هستهٔ انگور به دست می‌آید. این روغن فاقد سدیم و کلسترول است و میزان اسیدهای چرب غیر اشباع آن تا ۹۰ درصد می‌رسد. خاصیت آنتی اکسیدانی عصاره انگور ۵۰ برابر بیشتر از ویتامین E و ۲۰ برابر بیشتر از ویتامین C است
تحقیقات بر روی ۲۱ رقم انگور مختلف نشان داده است که تنوع ترکیبی روغن، به ویژه برای توکوفرول و همچنین اسید لینولئیک در آنها وجود دارد. اگر چه دانه‌های انگور حاوی پلی‌فنل‌هایی همچون پروآنتوسیانیدین‌های اولیگومریک هستند اما روغن هسته انگور حاوی مقادیر ناچیزی از این ترکیبات است. اجزای ترکیبی روغن هسته انگور به دلیل کاربردهای قابل‌توجه برای سلامت انسان تحت مطالعه هستند. هر چند، کیفیت علمی تحقیقات بالینی تا سال ۲۰۱۶ میلادی برای نشان دادن و محرز نمودن هرگونه اثری در راستای کاهش خطر بیماری مکفی نبوده است.
شراب‌سازی بالغ بر ۹۰٪ از کشت انگور را به خود اختصاص داده است و دانه‌های این گیاه به عنوان یک محصول جانبی برای استحصال روغن مورد استفاده قرار می گیرند. تولید روغن هسته انگور عموماً در مناطق تولید عمده شراب، به ویژه در اطراف دریای مدیترانه صورت می‌پذیرد.

## خواص درمانی و پزشکی
اسید لینولنیک برای تولید هورمونهایی مثل پروستاگلاندین ضروری و در پیش‌گیری از لخته شدن خون در رگها و تورم شریان‌ها مؤثر است.
روغن هسته انگور به‌طور طبیعی فاقد کلسترول است، به همین دلیل این روغن با پایین آوردن مصرف چربی اشباع شده خطر بیماری قلبی-عروقی و دیگر مشکلات گردش خون را کاهش می‌دهد.
استفاده از روغن هسته انگور چه به عنوان چاشنی و چه در پخت‌وپز روش مناسبی برای کاهش چربی‌های اشباع شده در برنامه غذایی است.
این روغن در حالی که کلسترول مفید یا اچ دی ال بالایی دارد، میزان ال‌دی‌ال و تری گلیسیرید (نمک‌های آلی حاصل از ترکیب گلیسیرین و اسیدهای چرب) را کاهش می‌دهد.
خصوصیات روغن هسته انگور سبب می‌شود تا به میزان زیادی از عوارض قلبی و بخصوص از تصلب شرایین پیش‌گیری شود.
روغن هسته انگور به سبب خاصیت نرم‌کنندگی و نیز تطابق با لوسیونها و کرمهای آرایشی به مقدار زیادی در تولید لوازم آرایش کاربرد دارد.